# Brouwerij Van Hoorebeke
Brouwerij Van Hoorebeke is een voormalige brouwerij te Assenede in de Belgische provincie Oost-Vlaanderen. De brouwerij was actief van 1898 tot 1975. 

## Geschiedenis
De brouwactiviteiten werden gestart door Julien Van Hoorebeke in 1898 en dit op de oude plaats de voormalige brouwerij Bovijn. 
De brouwerij stopte met brouwen in 1975. Toen de brouwerij in 1997 werd afgebroken behield men het huidige brouwershuis uit 1903.  
Een nazaat is actief in Huisbrouwerij Den Tseut. 

## Bieren[1]
- Atoombier
- Export
- Gouden Hoorn
- Hoorn Lager
- Hoorn Pils
- Kloosterbrouw
- Regal Stout